# Герб Оляна
Ге́рб Оля́на — офіційний символ міста Олян, Португалія. Використовується як територіальний герб. У зеленому щиті золотий човен із двома срібними латинськими вітрилами, який пливе праворуч по морю з двох срібних хвилястих смуг. У главі щита золотий лев, що стоїть на задніх лапах і розриває чорні кайдани. Щит увінчує срібна мурована міська корона з п'ятьма вежами.  Під щитом біла стрічка, на якій великими літерами напис португальською: «cidade de Olhão da Restauração» (місто Олян-да-Рештаурасан).  Офіційно затверджений 14 серпня 1985 року. Створений на основі попереднього містечкового герба, ухваленого 11 липня 1945 року. Герб символізує повстання 1808 року, що спалахнуло в Оляні проти французьких окупаційних військ; воно спричинило відступ ворога з теренів Алгарве і реставрацію португальського суверенітету. Лев — уособлення повстанців, човен — повідомлення королю про їхній успіх.

## Галерея

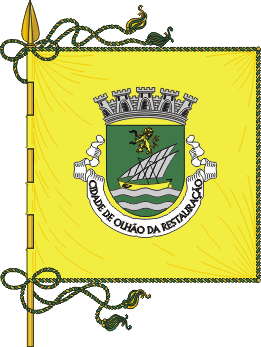
Прапор